# Ганглий

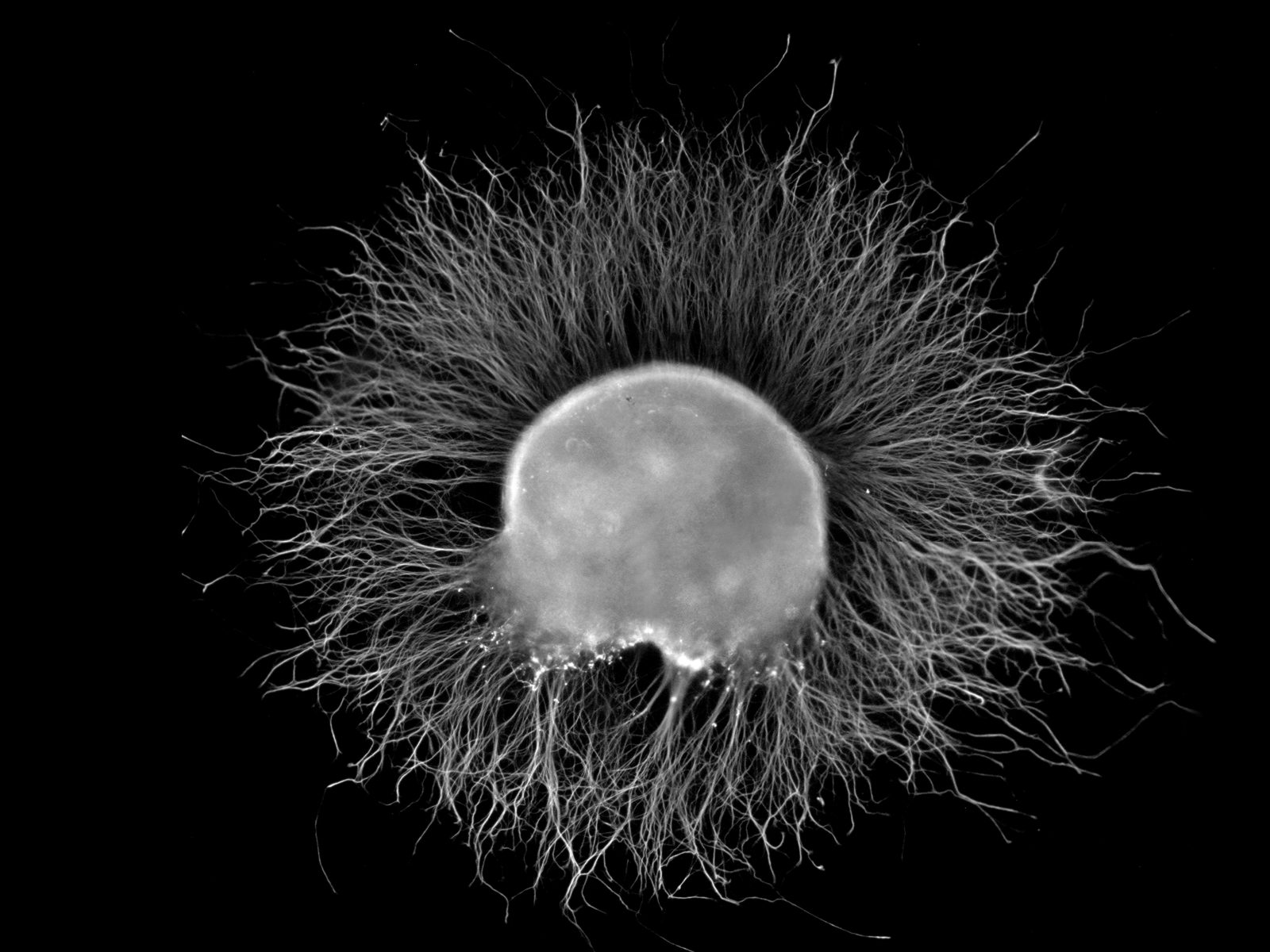
Спинной ганглий семидневного зародыша цыплёнка, выращенный в искусственной среде. Видны расходящиеся от ганглия аксоны

Га́нглий (от др.-греч. γαγγλίον — «опухоль; похожее на опухоль»), или нервный узел — скопление нервных клеток, состоящее из тел, дендритов и аксонов нервных клеток и глиальных клеток. Обычно ганглий имеет также оболочку из соединительной ткани. Имеются у многих беспозвоночных и всех позвоночных животных. Часто соединяются между собой, образуя различные структуры (нервные сплетения, нервные цепочки и т. п.).

## Ганглии беспозвоночных
У беспозвоночных животных ганглиями обычно называют части центральной нервной системы (ЦНС). Пучки нервных волокон, которые соединяют идентичный правый и левый ганглии, называются комиссурами. Пучки, соединяющие разноимённые ганглии (например, ганглии разных сегментов тела у членистоногих), называются коннективами. Ганглии у беспозвоночных могут сливаться, образуя более сложные структуры; например, из нескольких слившихся парных ганглиев возник в ходе эволюции головной мозг членистоногих и головоногих моллюсков.

## Ганглии позвоночных
У позвоночных ганглиями обычно называют скопления нервных клеток, лежащие вне ЦНС. Иногда говорят о «базальных ганглиях» головного мозга, но чаще для скоплений тел нейронов внутри ЦНС используется термин «ядра». Система ганглиев выполняет связывающую функцию между различными структурами нервной системы, обеспечивает промежуточную обработку нервных импульсов и управление некоторыми функциями внутренних органов.
Различают две большие группы ганглиев: спинальные ганглии и автономные. Первые содержат тела сенсорных (афферентных) нейронов, вторые — тела нейронов автономной нервной системы.
В биологии различают несколько понятий ганглия:
Базальный ганглий — это образование, состоящее из подкорковых нейронов (нейронных узлов), расположенных в центре белого вещества, в полушариях головного мозга (хвостатое ядро, бледный шар, скорлупа и т. д.). Нейроны регулируют вегетативную и двигательную функции организма, участвуют в различных процессах (например, интегративных) нервной системы.
Вегетативный ганглий — это нервный узел, который является одной из неотделимых частей вегетативной нервной системы. Вегетативные ганглии расположены вдоль позвоночника двумя цепочками. Они малы в размерах — от доли миллиметра до размера горошины. Вегетативные ганглии регулируют работу всех внутренних органов, выполняют функцию подачи и распределения нервных импульсов, проходящих через них.
На сегодняшний момент лучше всего изучен шейный верхний нервный узел, расположенный в основании черепа.
Звёздчатый ганглий принимает участие в регуляции работы сердца и лёгких.
Обычно в научной литературе вместо термина «ганглий» применяют термин «сплетение». Однако следует помнить, что ганглий — это место, где соединены синаптические контакты, а сплетение — это конкретное[уточнить] число ганглиев, соединенных в анатомически замкнутой области.

## Другие значения
Также ганглиями называют[кто?] кистозные образования, которые могут быть расположены вокруг влагалища сухожилий (см. Гигрома). Обычно он безболезненный и не склонен к злокачественному прогрессированию. Однако иногда встречаются такие узлы, которые доставляют неудобство, ограничивают движения. В основном пациенты жалуются на косметический дефект, реже на боли, возникающие после физических нагрузок.